# Katerina Anatoliïvna Pavlenko
Katerina Antoliïvna Pavlenkon (en ucraïnès: Катерина Анатоліївна Павленко; Nijin, 10 d'agost de 1988), coneguda com a Monokate, és una cantant ucraïnesa. Forma part de la banda musical Go A, on és la vocalista. Monokate va participar en l'Eurovisió 2021 amb la banda Go A, representant Ucraïna amb la cançó "Shum", que combina sons electrònics amb la veu blanca. Aquest estil imita la manera de cantar d'un nen, amb una veu sense vibrato, riquesa tímbrica o color, típic a Europa de l'Est.